# 生活衛生同業組合
生活衛生同業組合（せいかつえいせいどうぎょうくみあい）は、生活衛生関係営業の運営の適正化及び振興に関する法律に基づいて政令で定められている生活衛生関係営業ごとに設立されている協同組合。都道府県ごとに1か所ずつ存在し、それを束ねる中央組織として生活衛生同業組合連合会がある。その下の一部区域に生活衛生同業小組合がある。

## 概要
- 生活衛生同業組合は各都道府県の業種ごとに1団体、計47団体設立されている。事務所はその事務所の所在地に存在することとなっている。組合への加入は任意である。

## 根拠法
- 生活衛生関係営業の運営の適正化及び振興に関する法律 第3条